# Freiämterweg

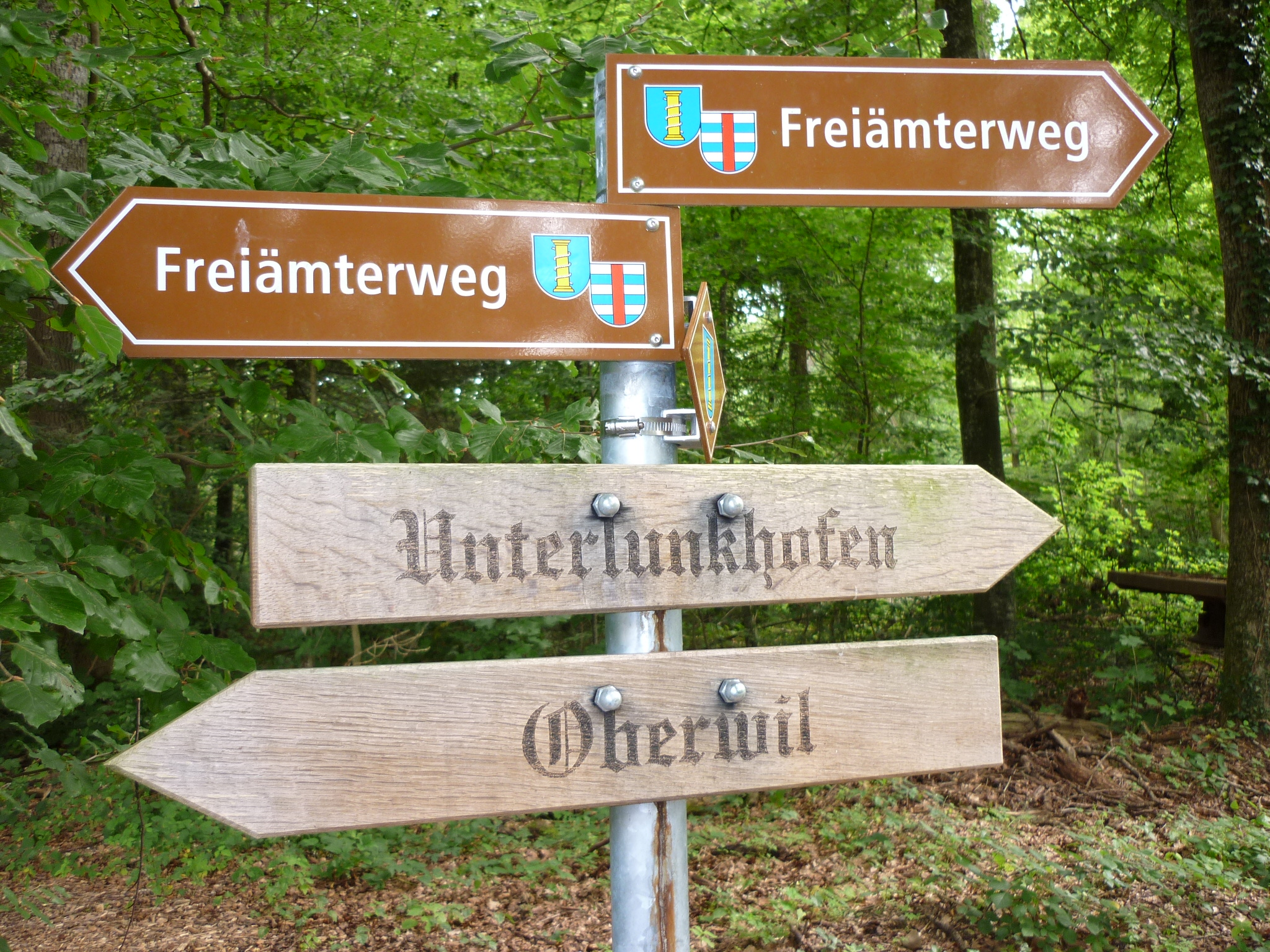
Wegweiser des Freiämterwegs

Der Freiämterweg ist ein regionaler Natur- und Kulturwanderweg im Schweizer Mittelland, der 2003 als Rundwanderweg über 190 Kilometer und als Zeichen der Verbundenheit von den umliegenden Gemeinden angelegt wurde. Er bildet ein in sich geschlossenes Wegnetz und führt durch die Naturlandschaften des Freiamtes und zu kulturellen Zeugen der Region.
Der Weg kann in mehrere Etappen unterteilt werden und ist mit dem öffentlichen Verkehr an vielen Punkten erreichbar. Im Wanderwegführer «Freiämterweg» sind Sehenswürdigkeiten entlang des Weges wie Klöster, Kirchen, alte Städte, Dörfer, Bauernhäuser, Sägen, Mühlen und Landschaften aufgeführt. Der Weg ist mit hellbraunen Kultur-Wanderwegweisern, mit entsprechenden Orts- und Freiämter Wäppchen ausgeschildert. Über 50 Informationstafeln am Weg informieren zur Geschichte, Geografie und Sehenswürdigkeiten.

## Freiämterweg in 11 Etappen

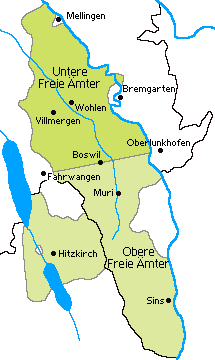
Gebiet des Freiamts

Der vorliegende Wandervorschlag kann in rund 50 Stunden erwandert werden.
- 1. Etappe Muri – Oberlunkhofen: 15,5 Kilometer, Wanderzeit 4 Stunden

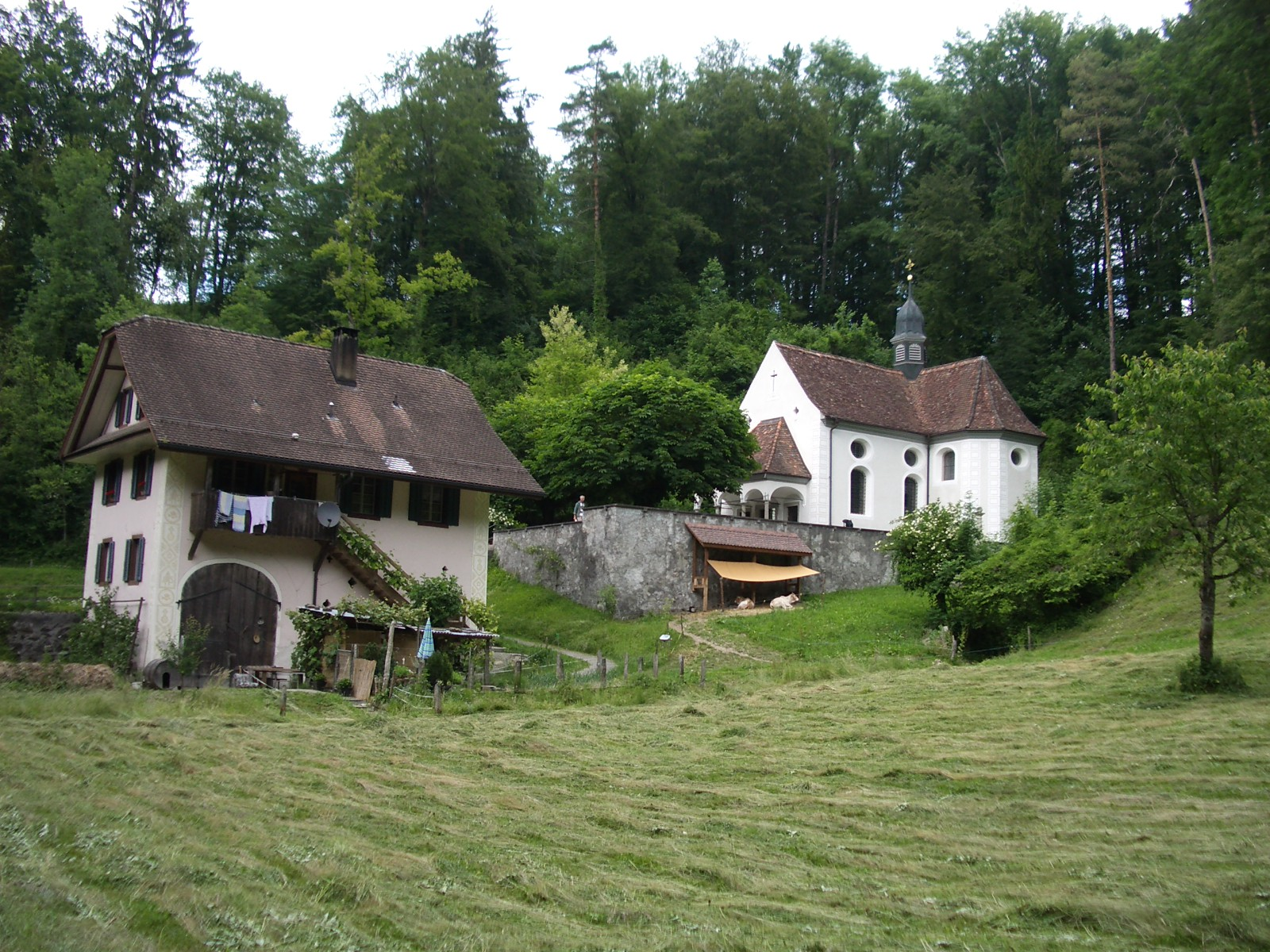
Wallfahrtskapelle Jonental, Jonen, 1521 erwähnt
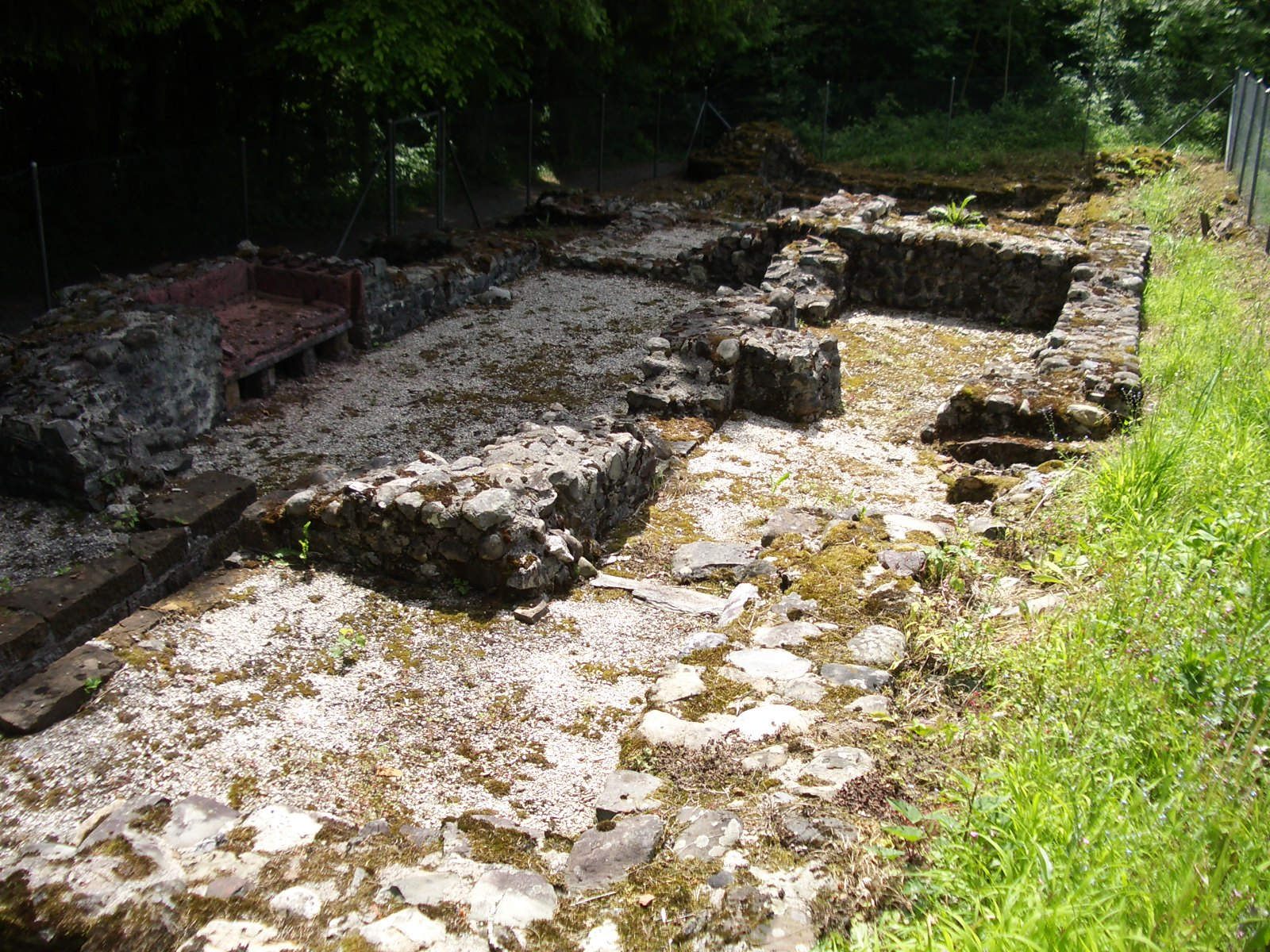
Römischer Gutshof, Oberlunkhofen
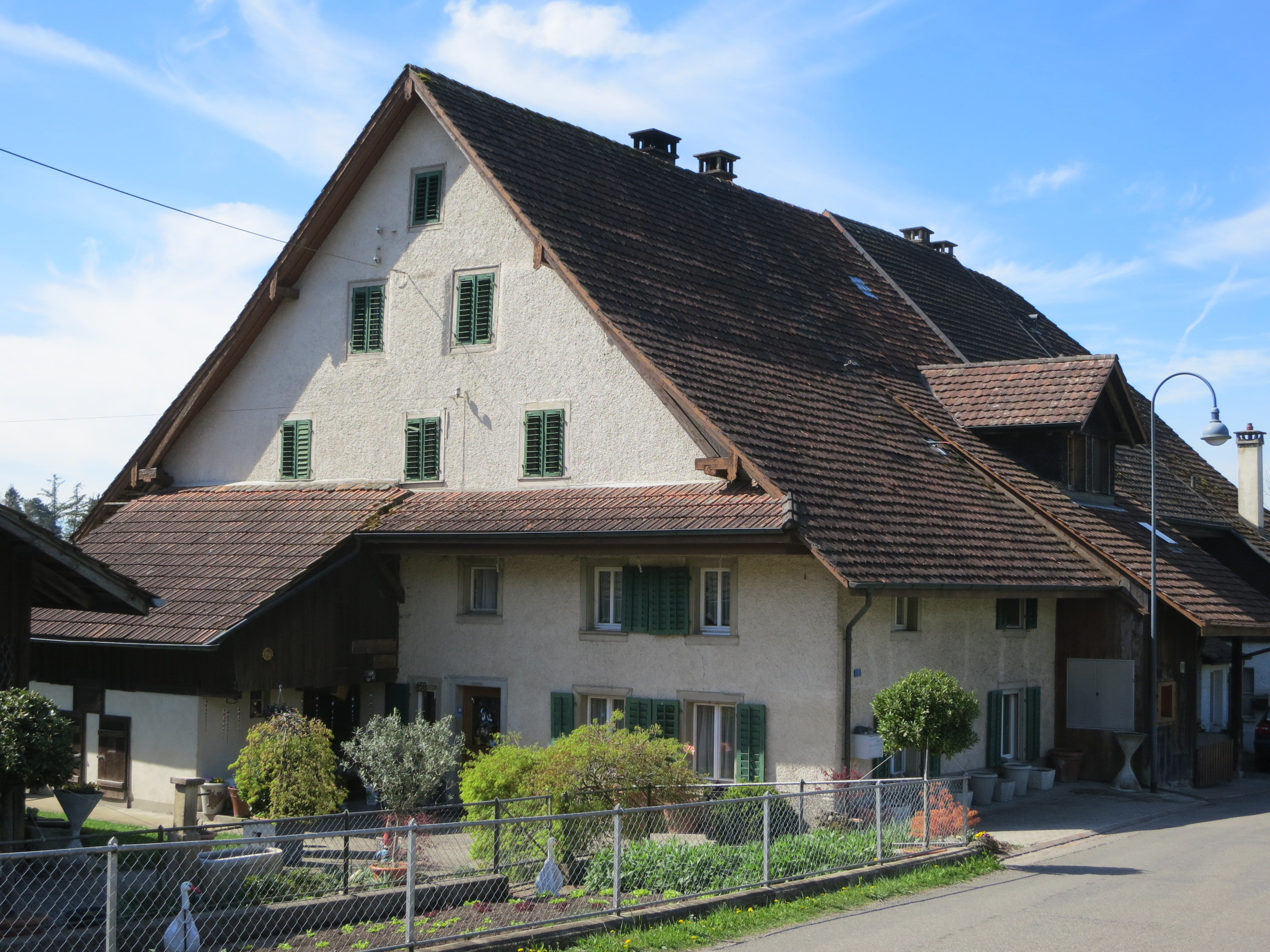
Litzihof, Hausteil auf 1228 datiert

- 2. Etappe Oberlunkhofen – Eggenwil: 18,5 km, 5 Stunden

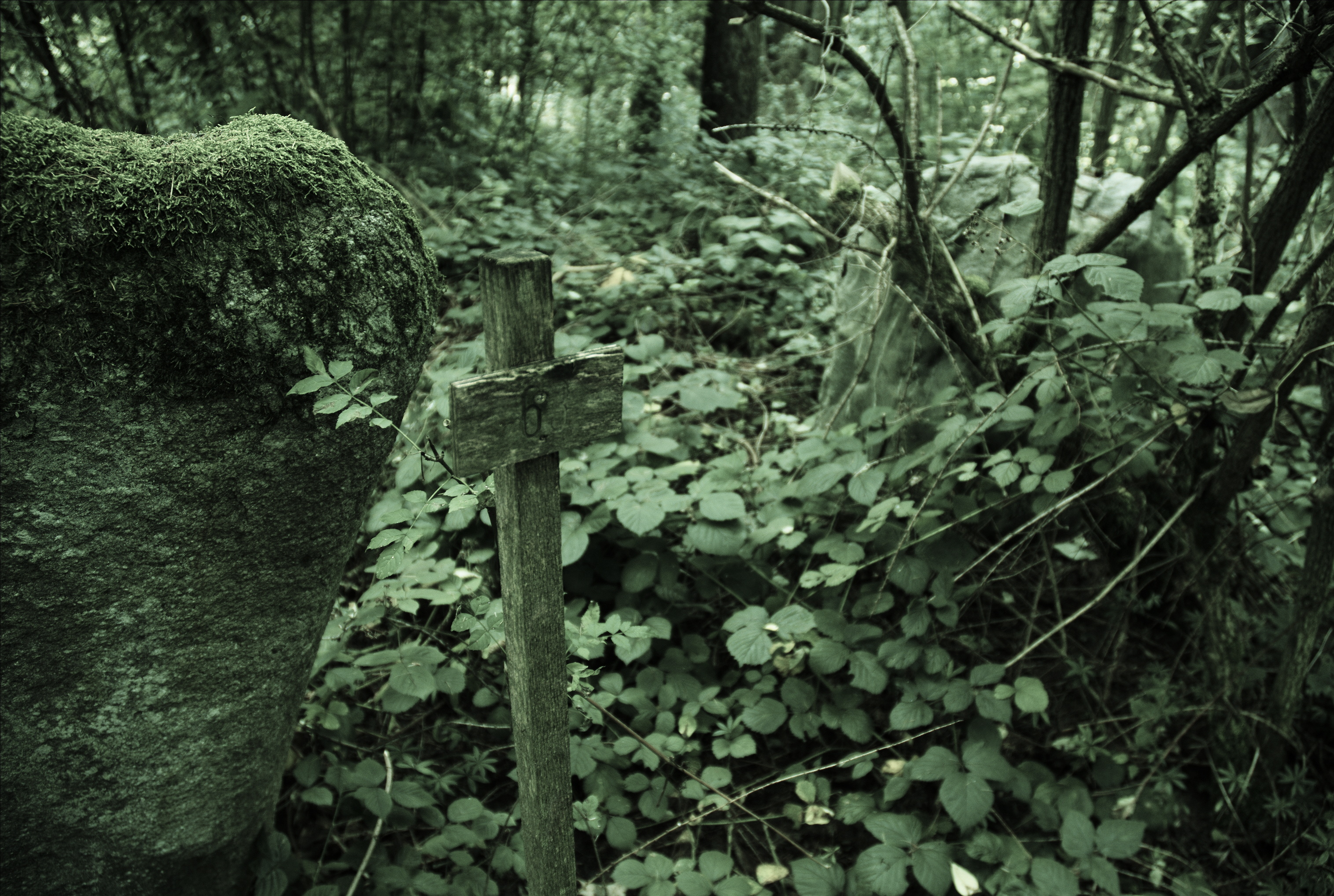
Eisenzeitliche Grabhügelgruppe, 500 vor Christus

- 3. Etappe Eggenwil – Othmarsingen: 18 km, 5 Stunden

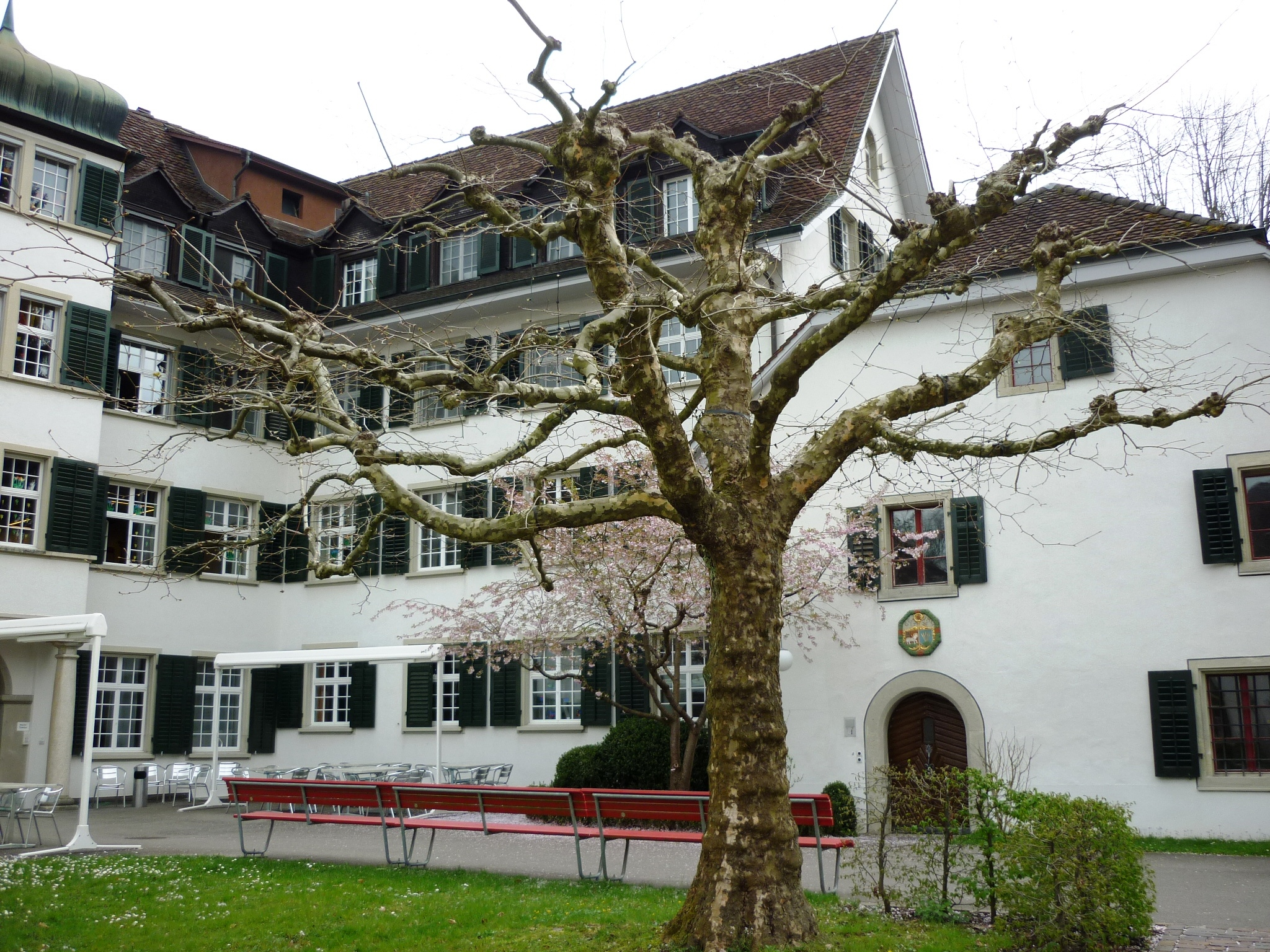
Frauenkloster Gnadenthal
Nördlicher Steinbruch Mägenwil

- 4. Etappe Othmarsingen – Wohlen – Bremgarten: 21,5 km, 5 ½ Stunden

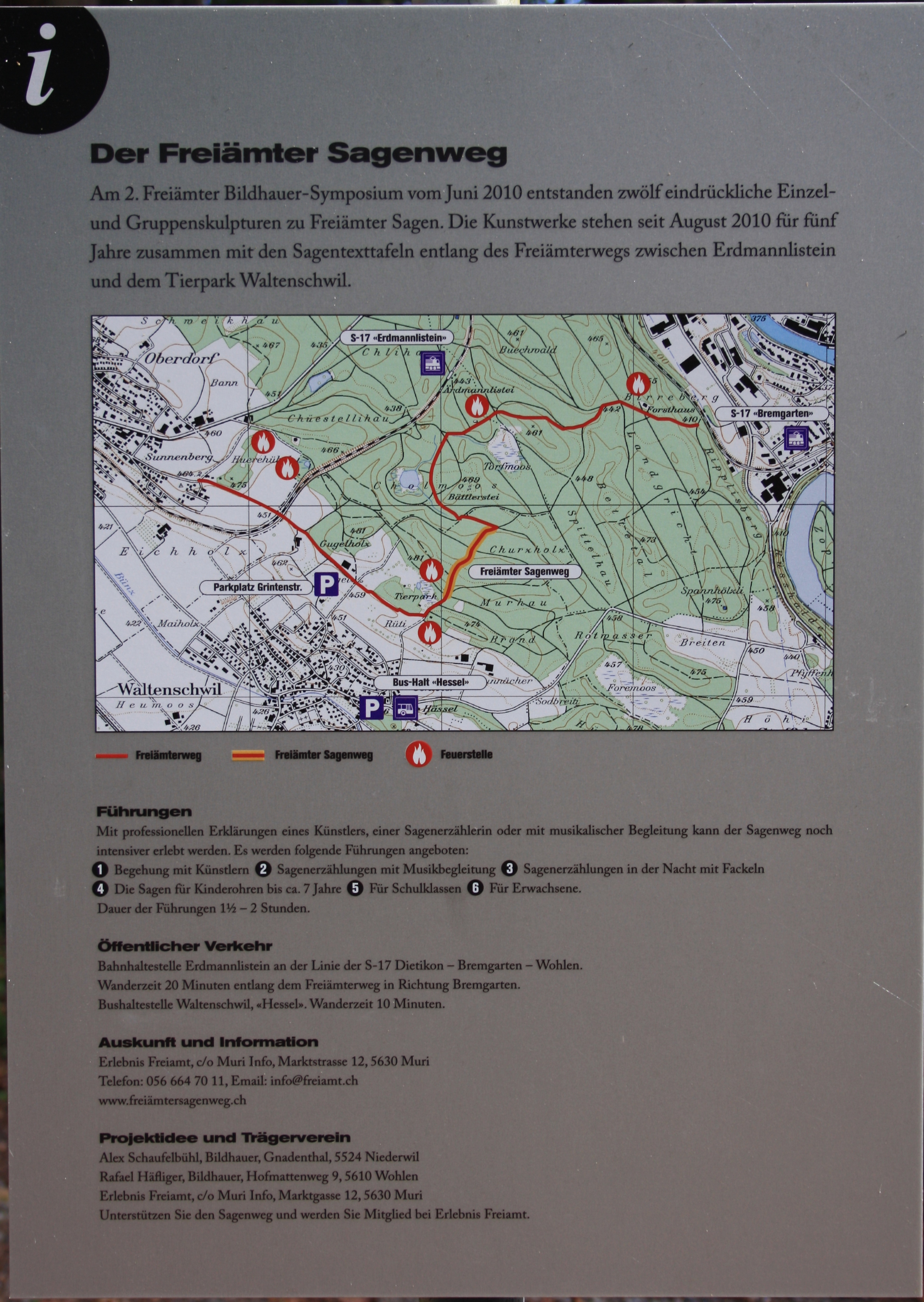
Freiämter Sagenweg
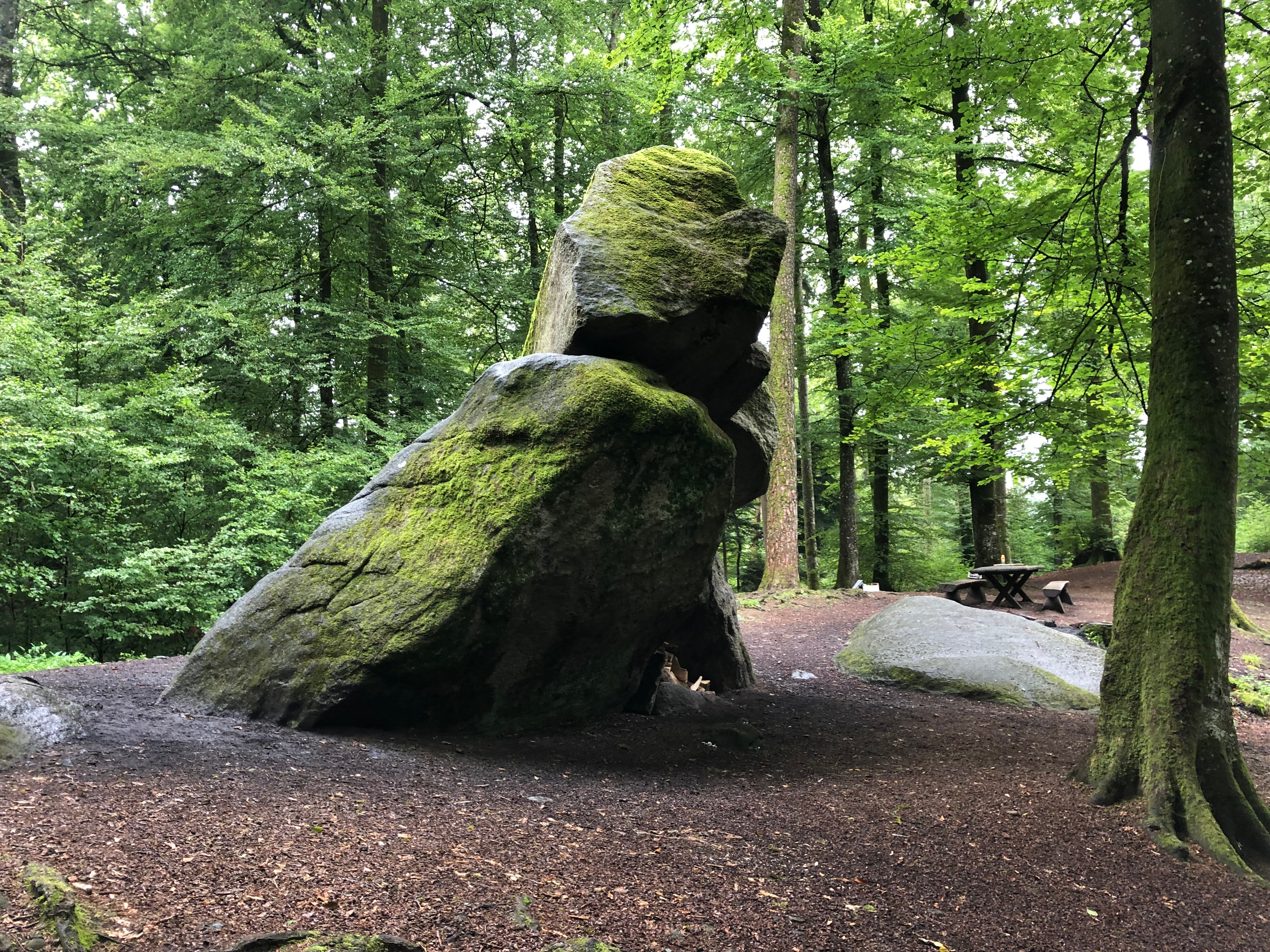
Erdmannlistein

- 5. Etappe Bremgarten – Muri: 17 km, 4 ½ Stunden

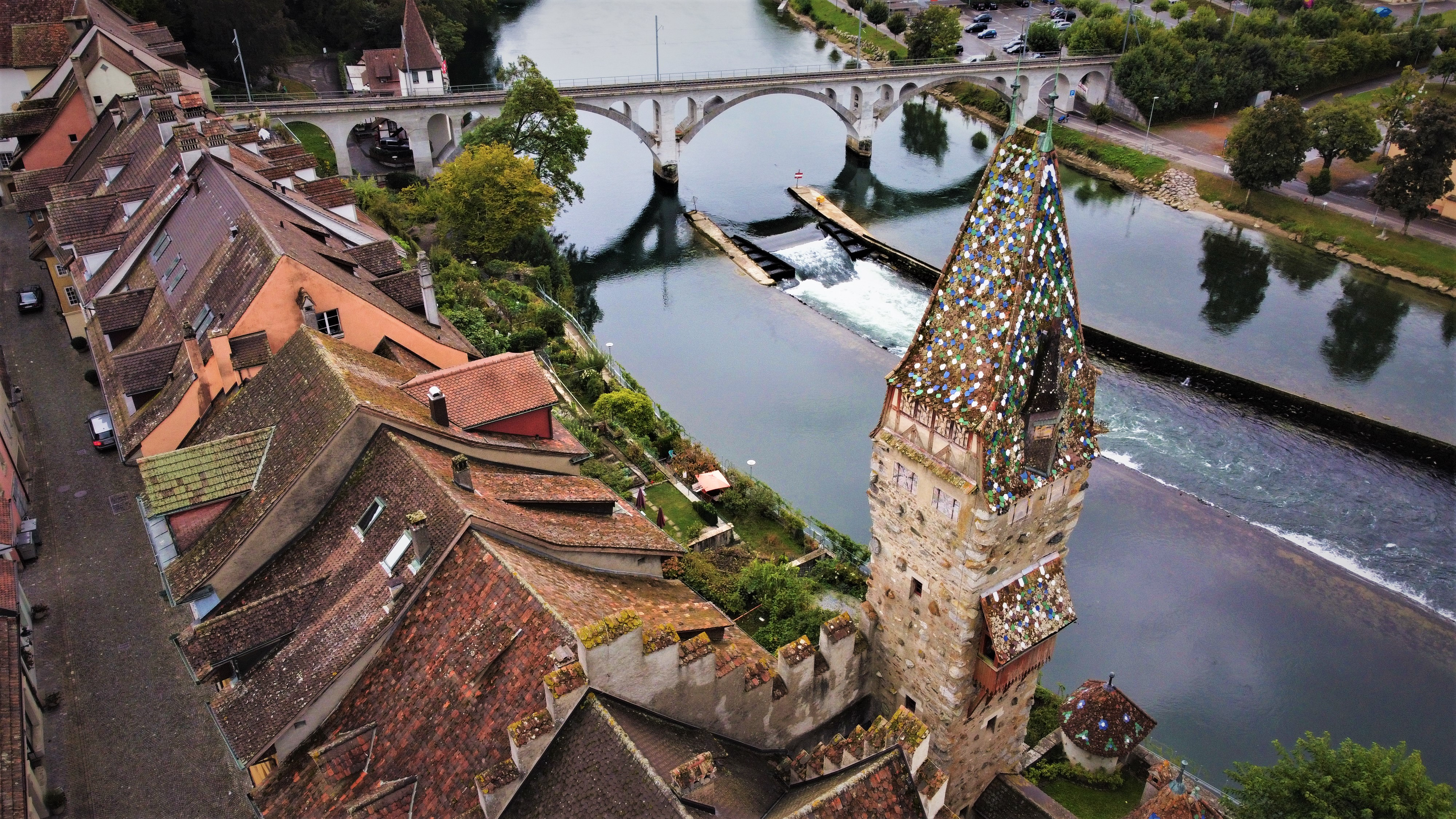
Bremgarten
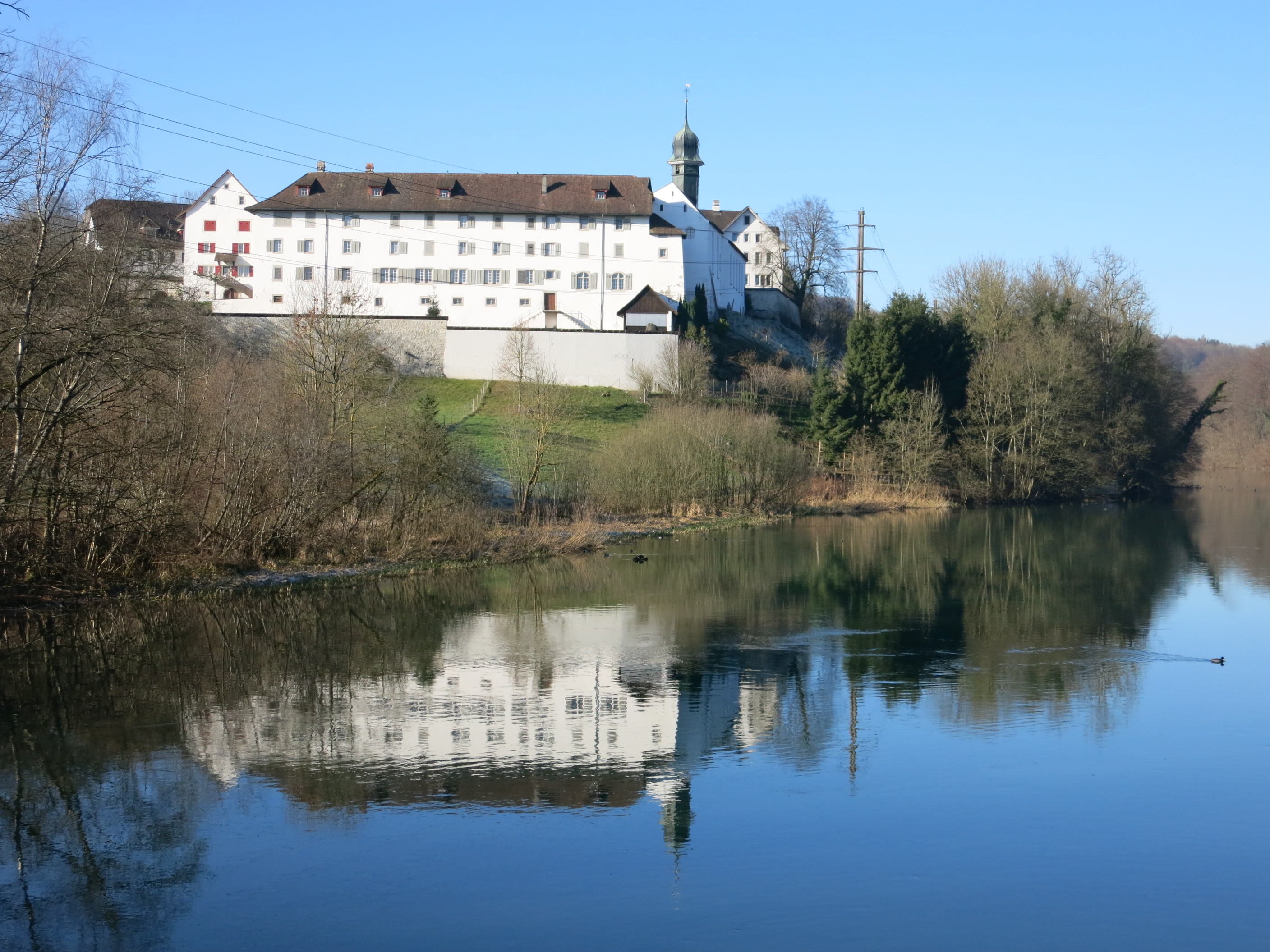
Benediktinerinnenkloster Hermetschwil

- 6. Etappe Muri – Oberrüti: 19 km, 4 ¾ Stunden

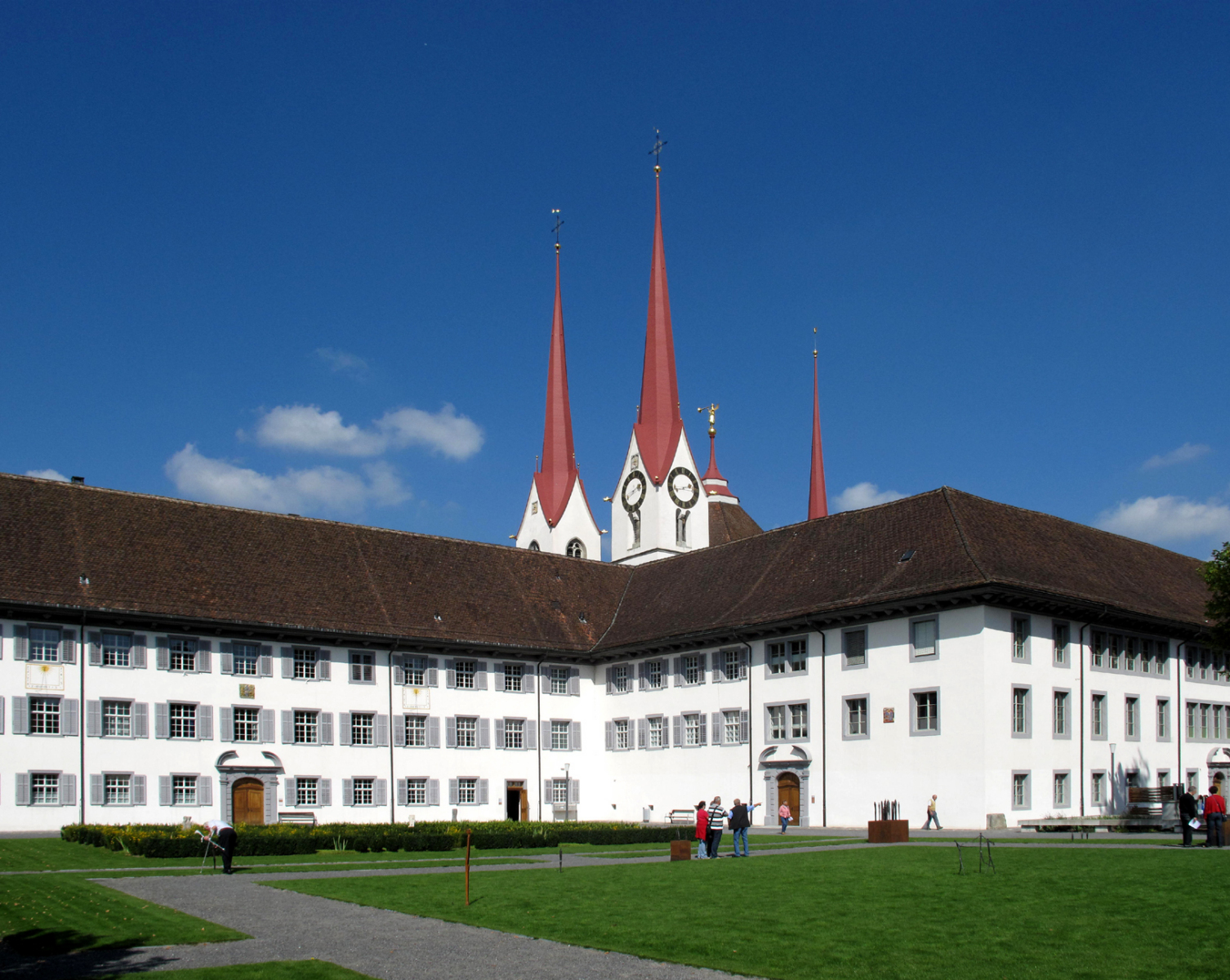
Kloster Muri mit Kirche
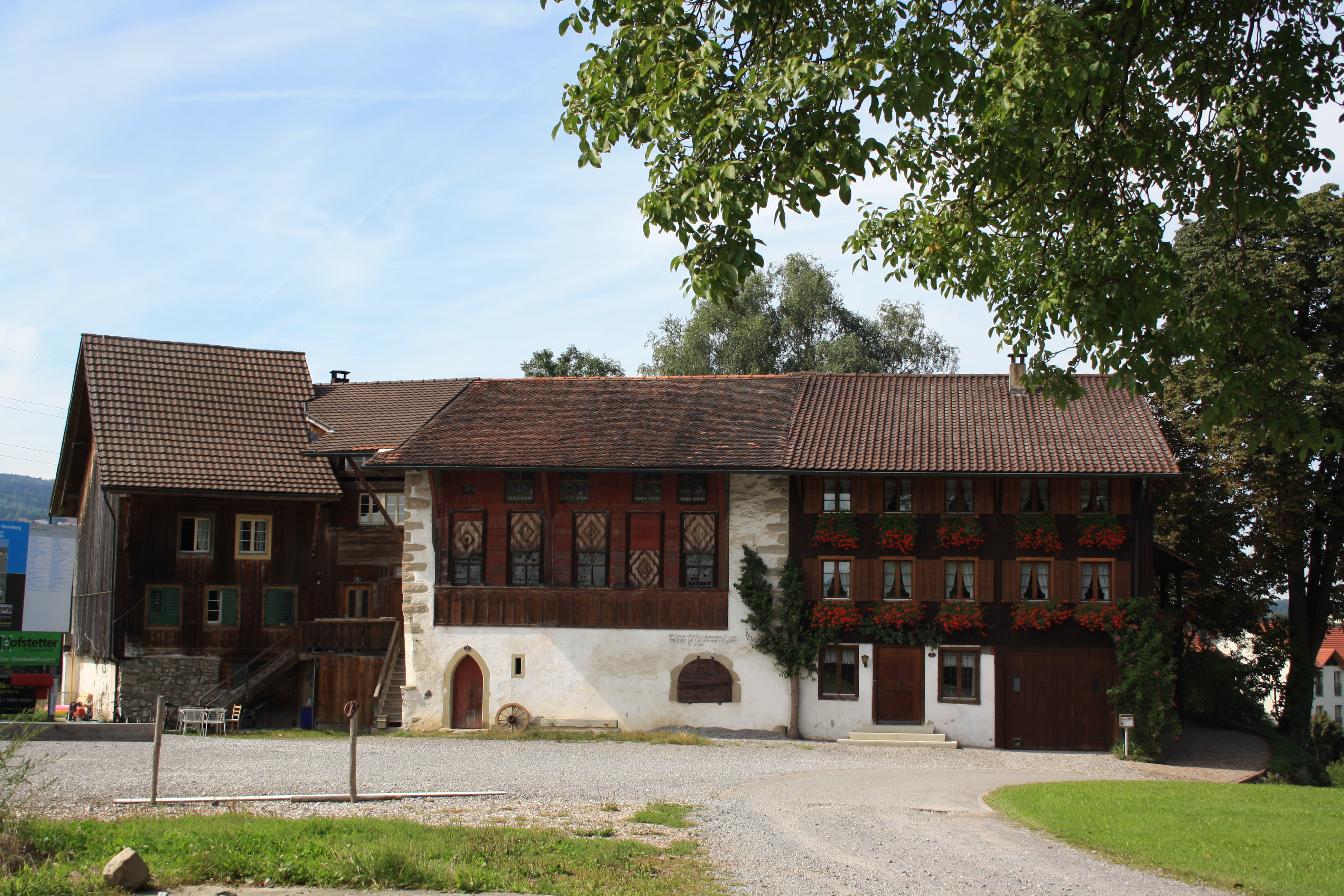
Altes Städtchen Meienberg

- 7. Etappe Oberrüti – Dietwil – Beinwil: 19,5 km, 5 Stunden

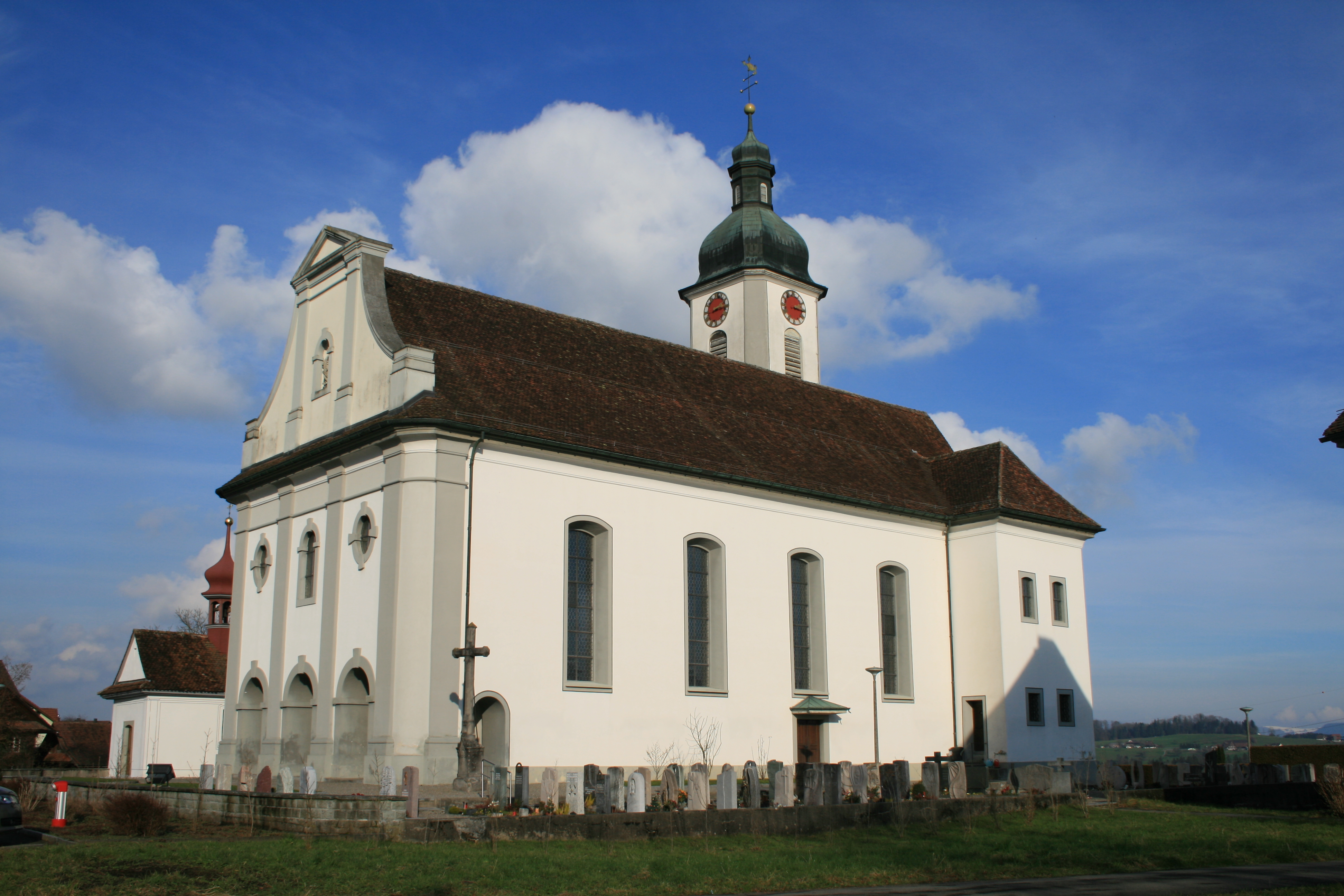
Kirche Dietwil
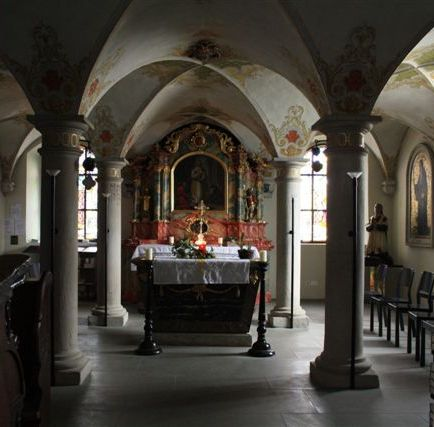
Kapelle unter dem Chor der römisch-katholischen Kirche Beinwil

- 8. Etappe Beinwil – Buttwil: 10 km, 2 ½ Stunden

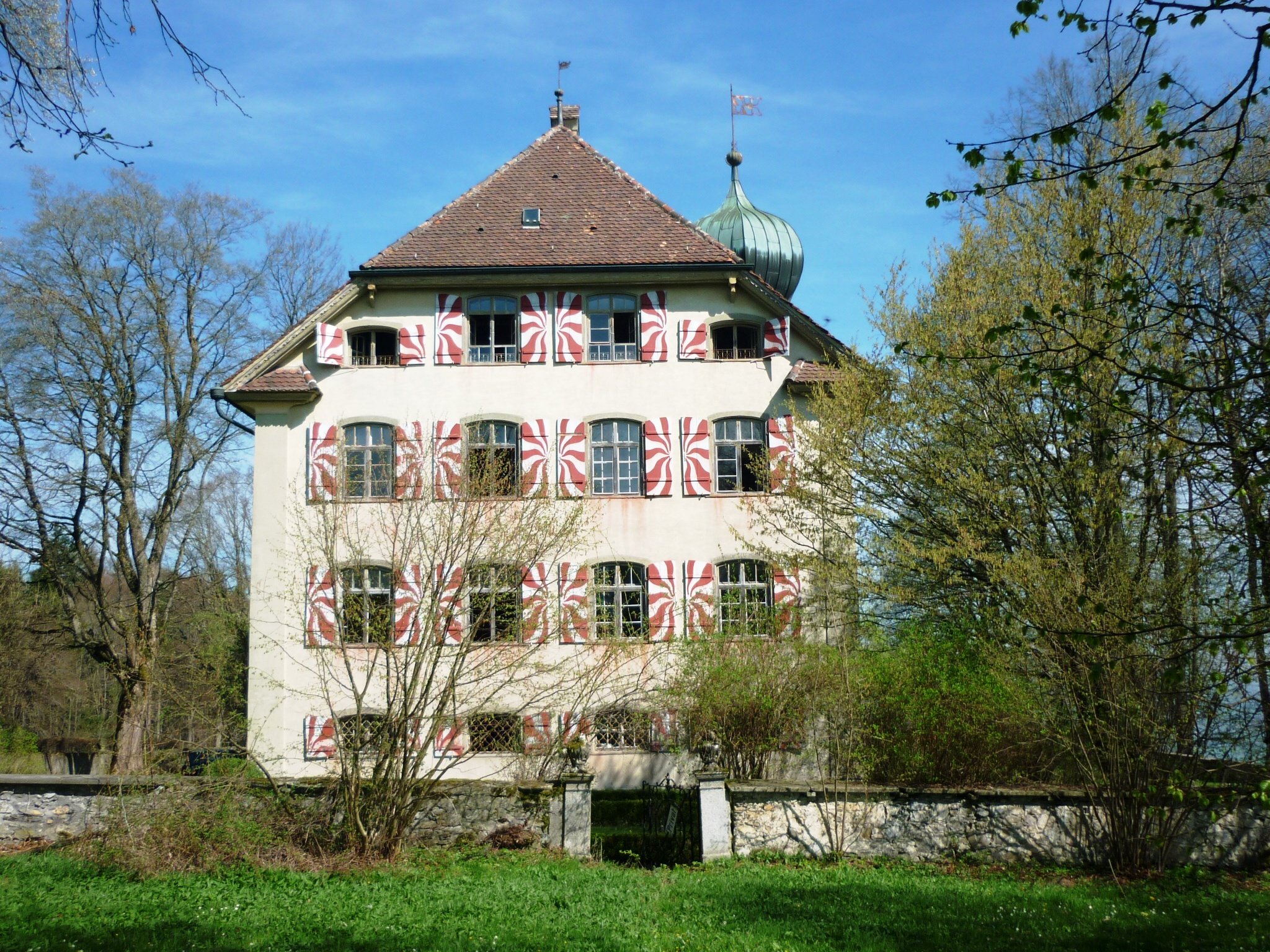
Schloss Horben
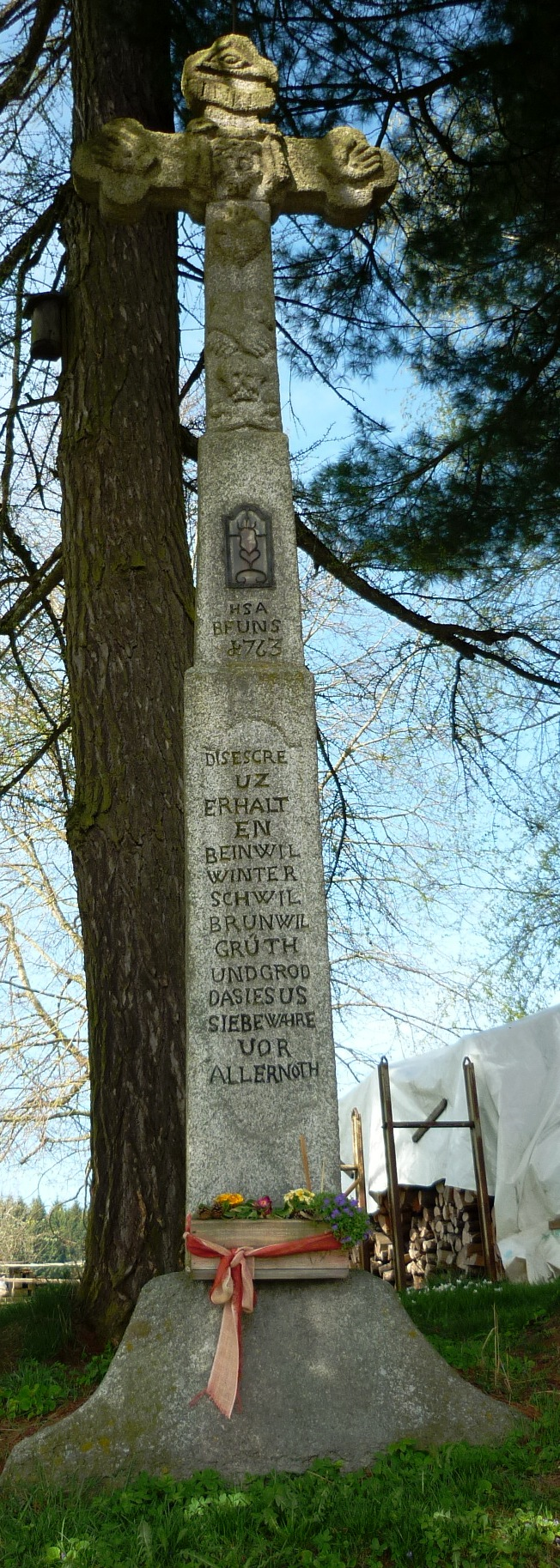
Wegkreuz Grod
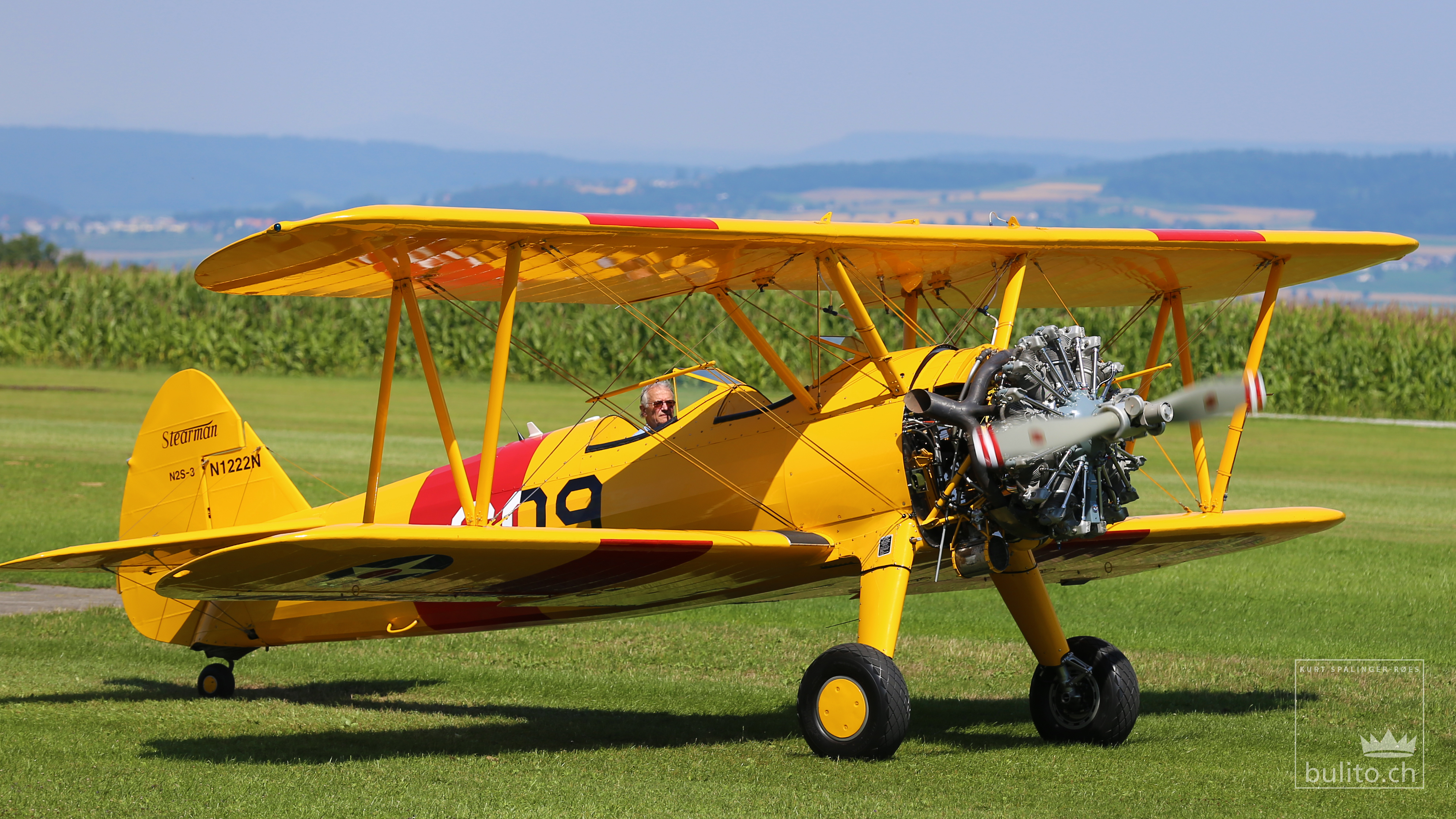
Flugplatz Buttwil

- 9. Etappe Buttwil – Hilfikon: 13 km, 3 ½ Stunden

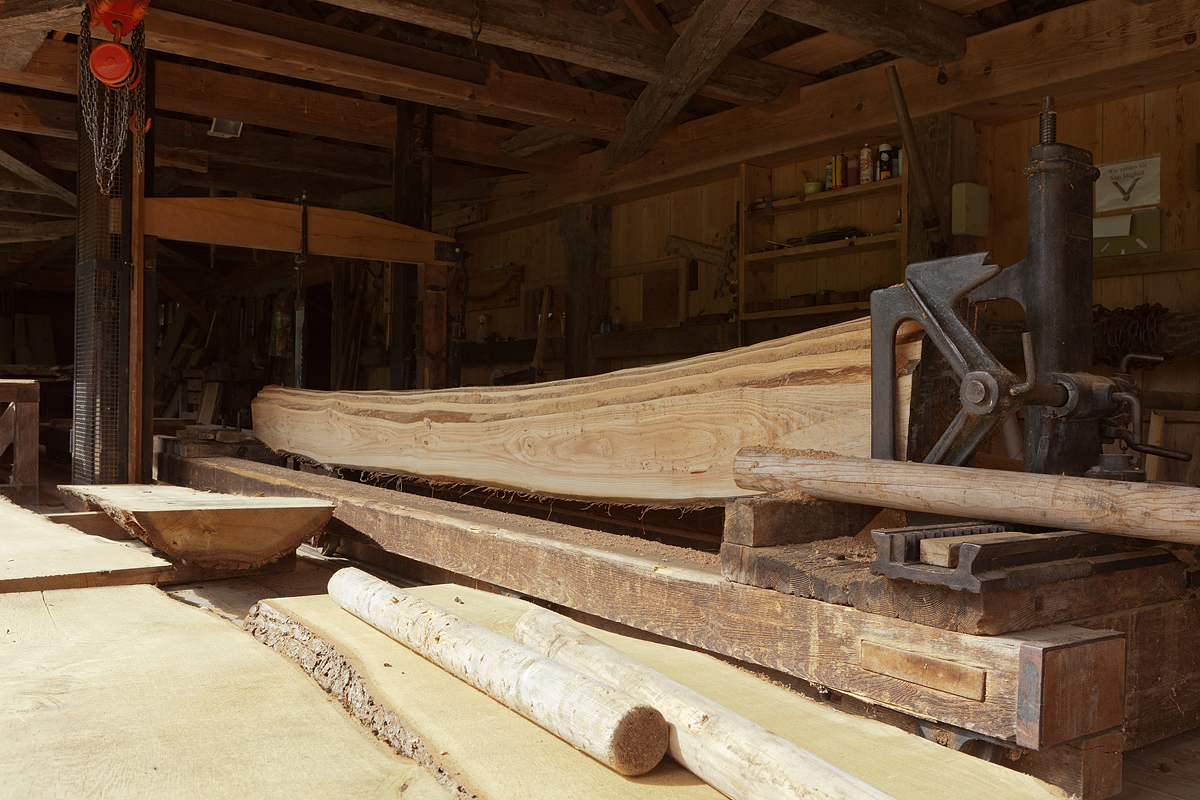
Sägerei Weissenbach bei Buttwil, Gemeinde Boswil
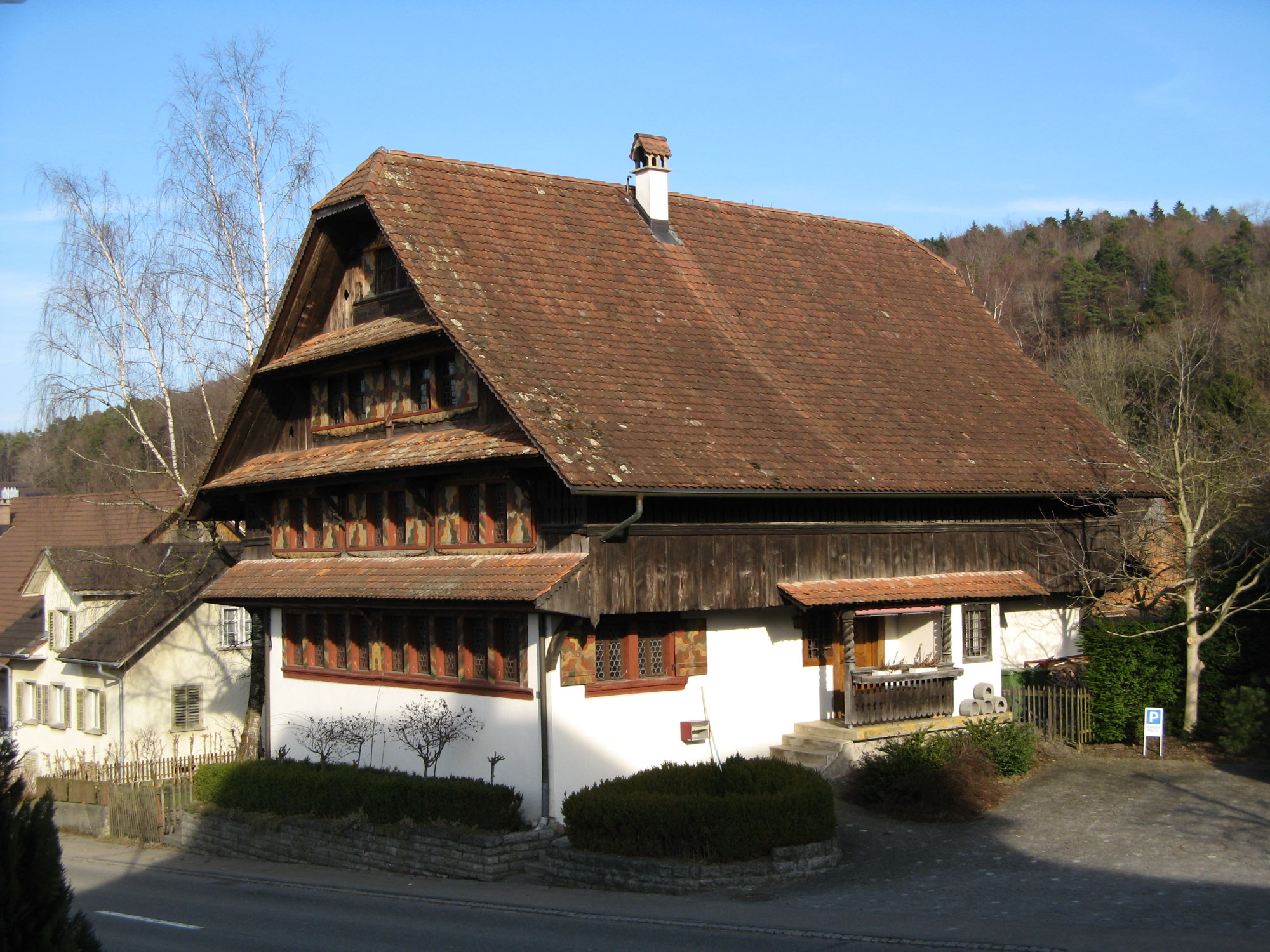
Kochhaus Büttikon
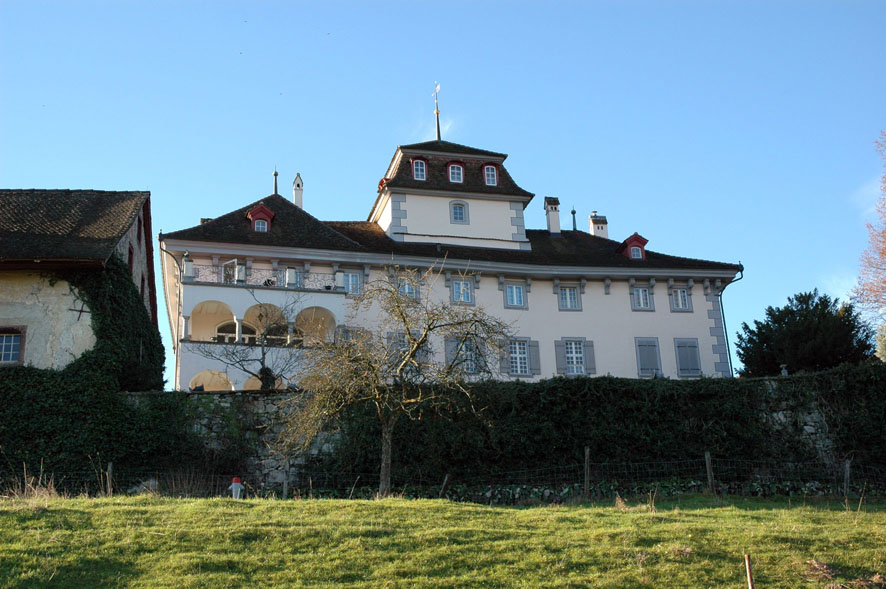
Schloss Hilfikon

- 10. Etappe Grod ob Brunnwil – Bettwil –  Hilfikon: 16 km, 4 Stunden

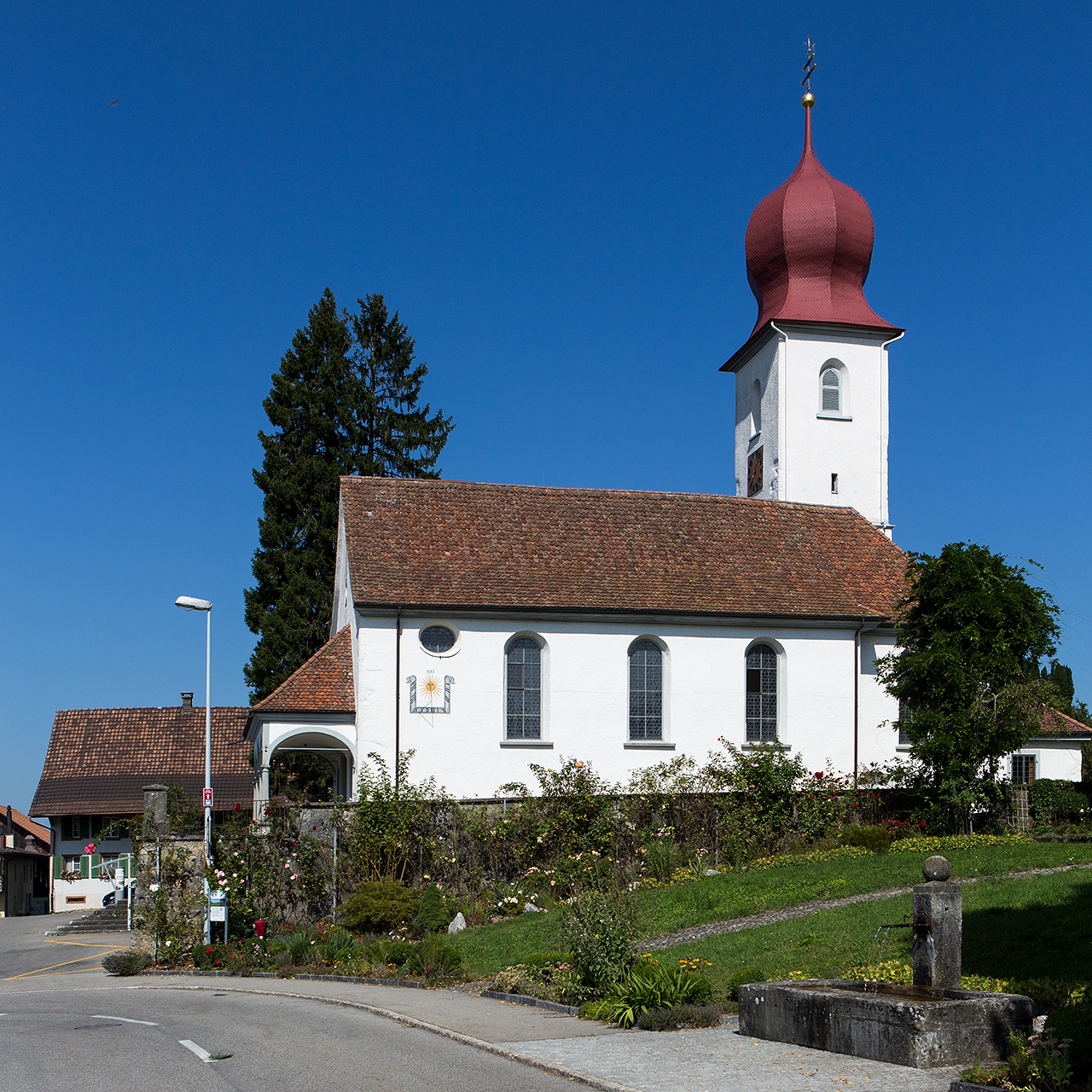
Wallfahrtskirche Oberschongau LU
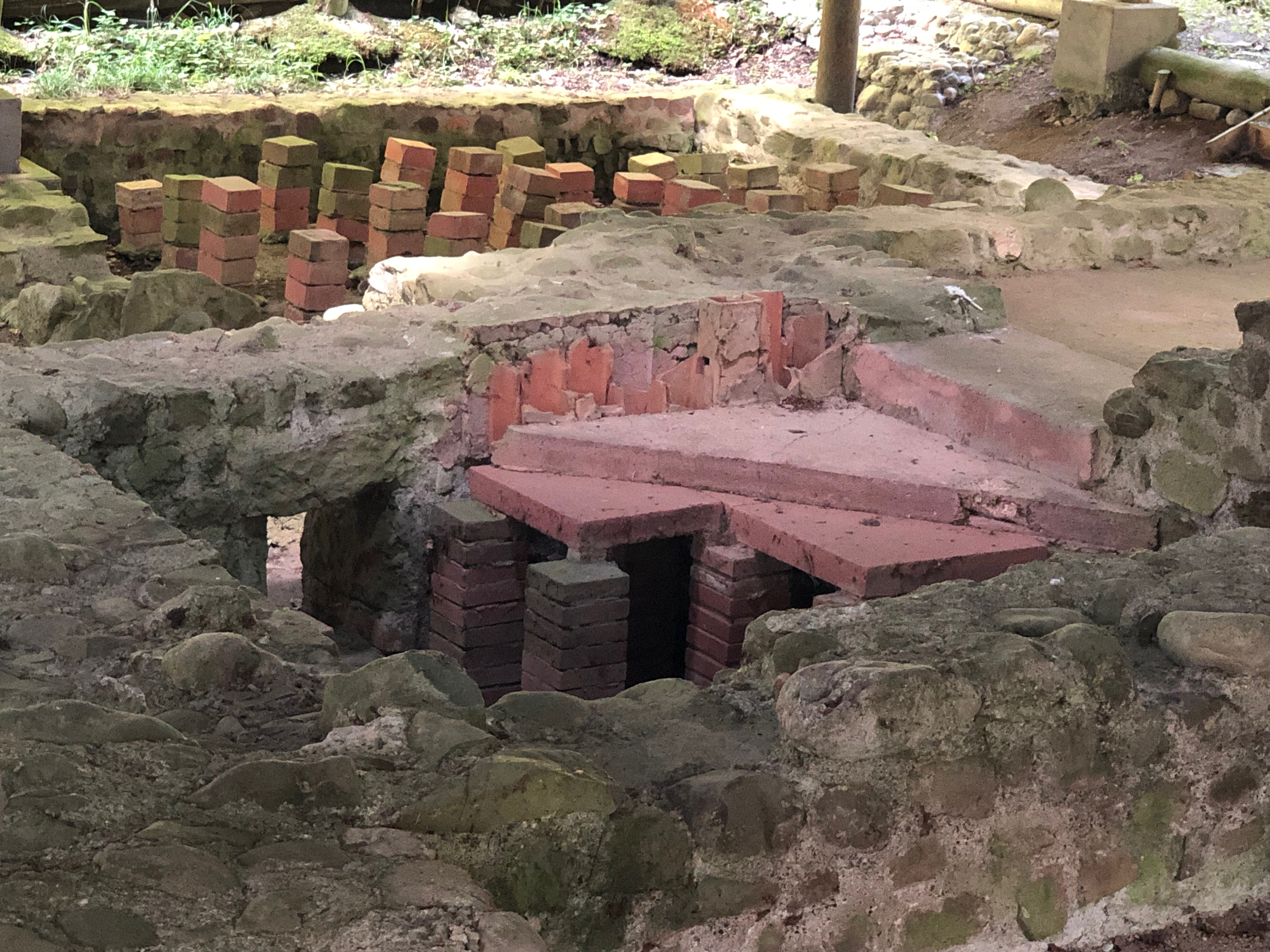
Römervilla Sarmenstorf

- 11. Etappe Hilfikon – Othmarsingen: 15,5 km, 4 Stunden

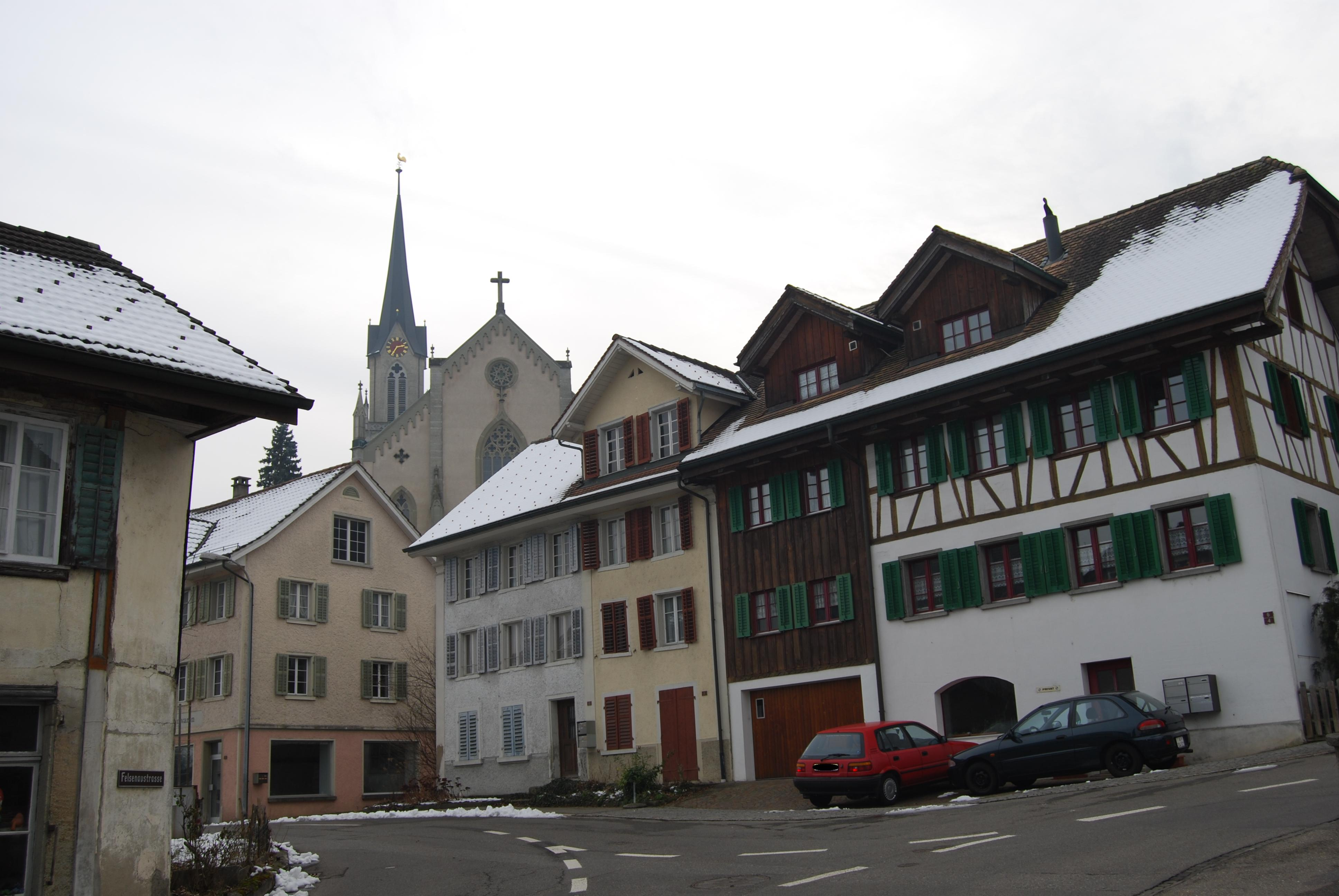
Villmergen
Tieffurtmühle
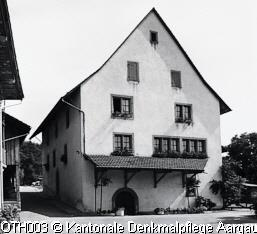
Alte Mühle Othmarsingen, 1554
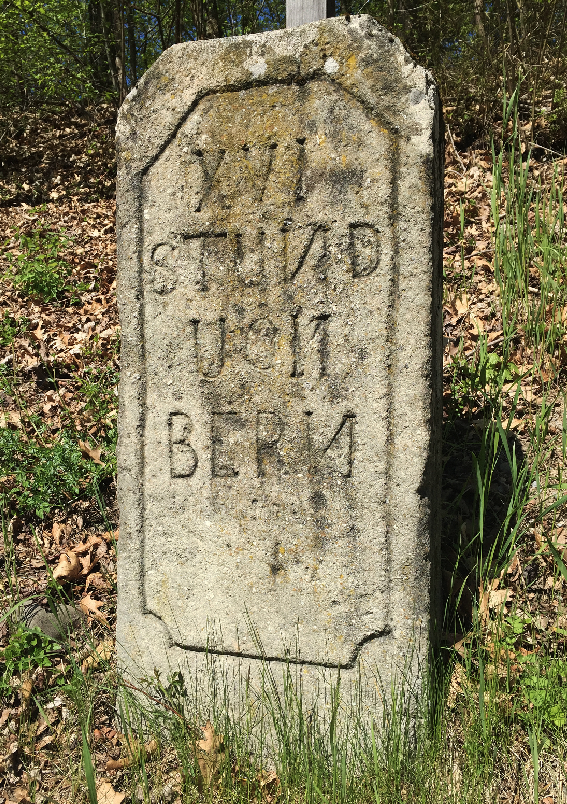
Bernischer Stundenstein Othmarsingen